# Bremgarten bei Bern
Pour les articles homonymes, voir Bremgarten.
Bremgarten bei Bern est une commune suisse du canton de Berne, située dans l'arrondissement administratif de Berne-Mittelland.

Photo aérienne (1953)

## Histoire
De 1934 à 1954, le Grand Prix automobile de Suisse se courut sur le circuit de Bremgarten. Ce genre de compétitions a été interdit en Suisse après un accident qui avait fait plus de 80 morts en 1955 aux 24 Heures du Mans, en France. La course se déroulait dans le Bremgartenwald, la forêt de Bremgarten, appartenant à la commune de Berne.

## Personnalités
- Martin Baltisser, homme politique suisse et membre de l'exécutif (Gemeinderat) de la commune.

## Monuments
- Château de Bremgarten